# Щаслива невдачлива людина
«Щаслива невдачлива людина» («Laimingas laimės neradęs») — радянський художній фільм 1973 року, знятий режисером Альгірдасом Арамінасом на Литовській кіностудії.

## Сюжет
В одному литовському колгоспі після закінчення Сільськогосподарської академії вже 15 років працює зоотехніком милий холостяк Юозас. Тут його батьківщина. Він любить маму, але не може забезпечити їй спокійну старість, любить місцевих дітей, з якими доглядає коней, любить дівчину Крістіну, яка вдвічі молодша за нього. Мама вмирає, коней відвозять до столиці, Крістіна у Вільнюсі робить кар'єру оперної співачки. Але Юозас все одно щасливий, майструючи та запускаючи з дітьми повітряного змія та розмірковуючи про життя.

## У ролях
- Чесловас Стоніс — Юозас
- Еугенія Шулгайте — мати Юозаса
- Броне Марія Брашкіте — Крістіна
- Бронюс Бабкаускас — батько Крістіни
- Гедимінас Карка — голова колгоспу
- Юозас Ярушявічюс — Баліс
- Бенас Пускунігіс — Бенас
- Гедимінас Гірдвайніс — Бронюс
- Кароліс Дапкус — роль другого плану
- Галина Даугуветіте — Даугелене
- Міколас Пяткявічюс — Пятрас Даугела
- Еляна Гайгалайте — роль другого плану
- Регіна Зданавічюте — роль другого плану
- Ірена Тамошюнайте — дружина Баліса
- Фердінандас Якшис — роль другого плану
- С. Пашкявічюте — роль другого плану
- Йонас Пакуліс — селянин
- Антанас Тарасявічюс — роль другого плану
- Аполонія Маткявічюте — селянинка

## Знімальна група
- Режисер — Альгірдас Арамінас
- Сценаристи — Альгірдас Арамінас, Ромас Гудайтіс
- Оператор — Донатас Печюра
- Композитор — Альгімантас Апанавічюс
- Художник — Альгірдас Нічюс